# Cenil

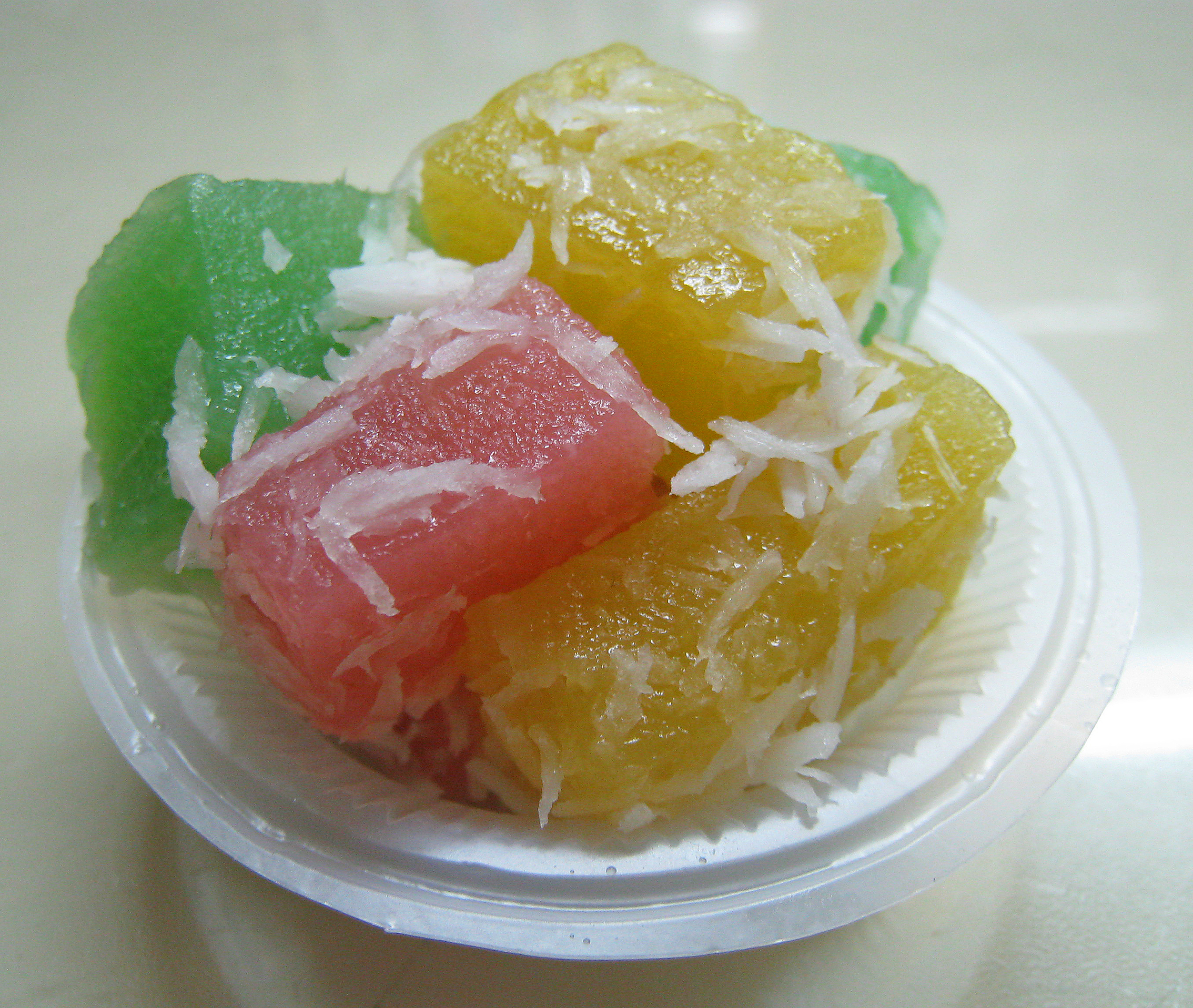
Cenil

Cenil – danie deserowe (również przekąska) kuchni jawajskiej (z wyspy Jawa), przygotowane ze skrobi maniokowej w formie barwnych galaretek.
Jest to jeden z najpopularniejszych indonezyjskich słodyczy. Jest powszechnie sprzedawany w tradycyjnych sklepach z ciastami, czy to na ulicy, czy na rynku. Jest bardzo ceniony w całym kraju, zwłaszcza na Jawie Wschodniej i Środkowej, ale można go nabyć także poza Indonezją. Cenil najczęściej jest formowany w małe kostki lub pakowany do pudełek. Jest barwiony przed gotowaniem. Podaje się go z wiórkami kokosowymi i posypuje cukrem.